# Алмашская церковь
Алмашская церковь (серб. Алмашка црква) — сербская православная церковь в Нови-Саде, Воеводина, Сербия. Относится к Бачской епархии. Первоначально была основана в 1718 году сербами из села Алмаш. Была построена из дешевых материалов и посвящена святым, чьи лики были на иконе, которую строители нашли, когда копали колодец. В 1733 году из кирпича была построена новая церковь. В 1797 году Мартин Ковчарский на месте прежней церкви построил очередную, первоначальный облик которой сохранился до наших дней. Над иконостасом церкви трудился Арсо Теодорович. В 1849 году во время обстрела пострадала верхняя часть колокольни. В 1852 году она была реконструирована благодаря помощи, поступившей из России.
Альмашская церковь относится к памятникам Сербии исключительной важности.

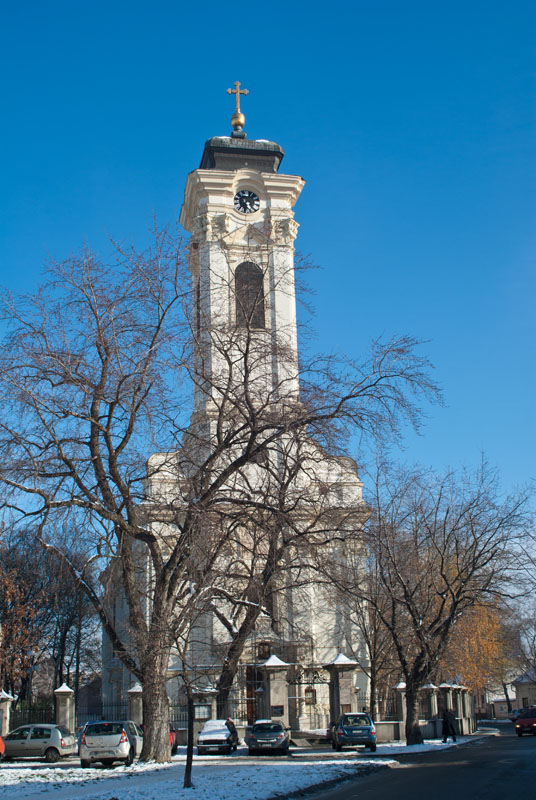
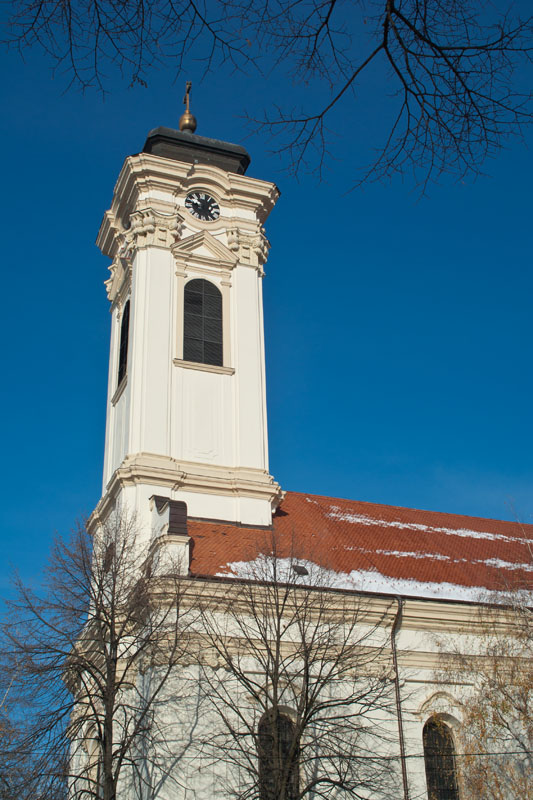
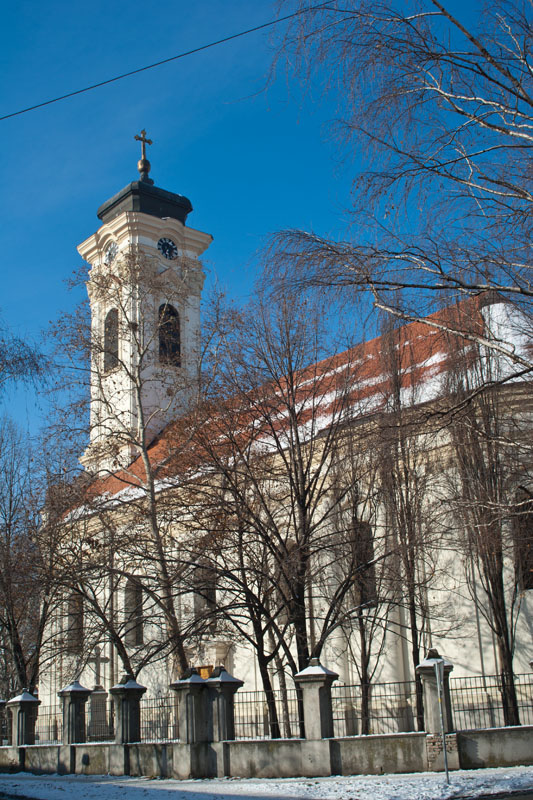